# Howard Caygill
Howard Caygill je britský filosof a teoretik, považovaný za předního představitele kontinentální filosofie ve Velké Británii.
Od roku 2011 působí jako profesor současné evropské filosofie na londýnské Kingston University. Předtím byl vysokoškolským profesorem na Goldsmiths College a University of East Anglia. Je znám svou prací na koncepty autorů jako jsou Franz Kafka, Emmanuel Levinas, Walter Benjamin a Immanuel Kant a jeho dílo ovlivnilo oblasti teorie, mezi které se řadí politická filosofie, estetika a literární teorie.
Caygill je správcem literární pozůstalosti Gillian Rose. V roce 2024 vystoupil na právnické fakultě Masarykovy univerzity.